# Jesús Alcántara Miranda
Jesús Alcántara Miranda (Acambay, Estado de México, 25 de diciembre de 1922-Ciudad de México, 11 de junio de 1997) fue un político y empresario mexicano, miembro del Partido Revolucionario Institucional (PRI). Fue presidente municipal de Acambay, diputado local y federal y senador.

## Biografía

### Origen y familia
Realizó sus estudios de preparatoria en el «Colegio Cervantes» de la Ciudad de México, no cursó estudios profesionales. Pertenece a una destacada familia del ámbito político y empresarial del norte del Estado de México, en particular de Acambay y Atlacomulco. Como empresario, consolidó las empresas de transporte que heredó de su padre en el denominado «Grupo Toluca del Autotransporte» de transporte de pasajeros y que posteriormente el legaría a su hijo; se ha señalado que su prosperidad económica iría ligada a sus vinculaciones políticas, en particular con Carlos Hank González y el denominado Grupo Atlacomulco.
Hijo de Manuel Alcántara, fundador de las líneas de autobuses de pasajeros «Flecha Roja» y «Occidente» y que fue presidente municipal de Acambay, cargo que también ocupó su hermano Manuel Alcántara Miranda. Su hijo, Roberto Alcántara Rojas es un empresario que consolidó las empresas de transporte familiares en el «Grupo IAMSA», siendo además dueño de la aerolínea Viva Aerobús, y parte del diario «El País». Una de sus hijas, Aurora Alcántara Rojas fue esposa de José Murat Casab gobernador de Oaxaca de 1998 a 2004 y padre de Alejandro Murat Hinojosa que ocupó el mismo cargo de 2016 a 2021; y una segunda de sus hijas, Guadalupe Alcántara Rojas, ha sido diputada federal por el PRI de 2015 a 2018 y de 2021 a 2024. 

### Carrera política y empresarial
Miembro del PRI desde 1949, de ese año al de 1951 fue presidente de su comité municipal en Acambay y fue elegido síndico del ayuntamiento de Acambay de 1952 a 1955 presidido por Alberto Peña Arcos. En 1957 fue elegido presidente municipal de Acambay y ejerció el cargo en el periodo del 1 de enero de 1958 al 31 de diciembre de 1960. En las elecciones estatales de 1963 fue elegido diputado por el Distrito 8 local a la XLII Legislatura del Congreso del Estado de México que ocupó entre ese año y el de 1966.
Tras el fallecimiento de su padre, asumió como presidente de la junta directiva de autobuses «Flecha Roja» de 1967 a 1988, y posteriormente ejercería el mismo cargo en la línea de autobuses «Occidente» de 1980 a 1987. En 1979 fue postulado candidato del PRI a diputado federal por el Distrito 32 del estado de México, siendo elegido para la LII Legislatura de dicho año al de 1982. De 1981 a 1983 fue secretario de Relaciones de la Cámara Nacional de Comunicaciones y Transportes.
En 1985 fue elegido diputado federal por segunda ocasión, esta vez por el Distrito 9 del estado de México a la LIII Legislatura que tuvo término en 1988. Al término de este cargo, es postulado como candidato a Senador por el Estado de México en segunda fórmula; siendo elegido para un periodo extraordinario de tres años de 1988 a 1991 y que corresponde a la LIV Legislatura. Tras estos cargos públicos, se dedicó al ejercicio de sus actividades empresariales hasta su fallecimiento en la Ciudad de México.